# Amy Acuffová
Amy Lyn Acuffová, nepřechýleně Amy Lyn Acuff (* 14. července 1975 Port Arthur, Texas), je bývalá americká atletka, jejíž specializací byl skok do výšky. Mezi její největší úspěchy na mezinárodní scéně patří bronzová medaile z juniorského MS z roku 1994 a zlatá medaile ze světové letní univerziády v roce 1997. Dvoumetrovou hranici poprvé překonala 22. srpna 1997 v Bruselu.

## Kariéra
Spojené státy americké reprezentovala na pěti olympiádách, byť sítem kvalifikace neprošla hned ve čtyřech případech, konkrétně v Atlantě (1996), Sydney (2000), Pekingu (2008) a Londýně (2012). Na XXVIII. letní olympiádě v Athénách skočila napodruhé 195 cm a stala se jednou z dvanácti účastnic výškařského finále. V něm dokázala zdolat 199 cm napoprvé a následně se po vynechání 202 cm pokoušela o 204 cm, což by znamenalo kromě vylepšení osobního rekordu i nový národní rekord. Nic z toho ovšem nevyšlo a jelikož ostatní tři výškařky zdolaly 202 cm napoprvé, Acuffová skončila těsně pod stupni vítězů, na 4. místě.
Je osminásobnou účastnící mistrovství světa. Prvního světového šampionátu se zúčastnila v roce 1995 v Göteborgu a naposledy v Berlíně v roce 2009. Celkem sedmkrát prošla z kvalifikace do finále. Nejlepšího umístění dosáhla v roce 2005 v Helsinkách, kde výkon 189 cm stačil na 8. místo. Nejlepší výkon 194 cm naopak předvedla na MS v atletice 2007 v japonské Ósace, kde však tento výsledek stačil až na 12. místo. Dvanáctá skončila rovněž na MS v atletice 2009 v Berlíně.
188 cm vysoká blonďatá výškařka závodila za sportovní, univerzitní oddíl UCLA Bruins a je známa i v modelingu. Mj. nafotila sérii snímků pro pánské časopisy Esquire, Maxim, FHM či Playboy. Vystudovala Univerzitu v Los Angeles (UCLA).

### Úspěchy
| Rok  | Závod                             | Místo                | Umístění    | Výkon  |
| ---- | --------------------------------- | -------------------- | ----------- | ------ |
| 1992 | Mistrovství světa juniorů         | Soul, Jižní Korea    | 9.          | 1,85 m |
| 1993 | Panamerické mistrovství juniorů   | Winnipeg, Kanada     | 1.          | 1,83 m |
| 1994 | Mistrovství světa juniorů         | Lisabon, Portugalsko | 3. =        | 1,88 m |
| 1995 | Mistrovství světa v atletice 1995 | Göteborg, Švédsko    | 8. =        | 1,93 m |
| 1996 | Letní olympijské hry 1996         | Atlanta, USA         | kvalifikace | 1,85 m |
| 1997 | Univerziáda                       | Katánie, Itálie      | 1.          | 1,98 m |
| 1997 | Mistrovství světa v atletice 1997 | Athény, Řecko        | kvalifikace | 1,92 m |
| 1998 | Hry dobré vůle                    | New York, USA        | 2. =        | 1,93 m |
| 1999 | Mistrovství světa v atletice 1999 | Sevilla, Španělsko   | 9.          | 1,93 m |
| 2000 | Letní olympijské hry 2000         | Sydney, Austrálie    | kvalifikace | 1,80 m |
| 2001 | Halové MS 2001                    | Lisabon, Portugalsko | 4.          | 1,96 m |
| 2001 | Mistrovství světa v atletice 2001 | Edmonton, Kanada     | 10. =       | 1,90 m |
| 2001 | Hry dobré vůle                    | Brisbane, Austrálie  | 3. =        | 1,93 m |
| 2003 | Halové MS 2003                    | Birmingham, Anglie   | 10.         | 1,92 m |
| 2003 | Mistrovství světa v atletice 2003 | Paříž, Francie       | 9. =        | 1,90 m |
| 2004 | Letní olympijské hry 2004         | Athény, Řecko        | 4.          | 1,99 m |
| 2005 | Mistrovství světa v atletice 2005 | Helsinky, Finsko     | 8.          | 1,89 m |
| 2006 | Halové MS 2006                    | Moskva, Rusko        | kvalifikace | 1,90 m |
| 2007 | Mistrovství světa v atletice 2007 | Ósaka, Japonsko      | 12.         | 1,94 m |
| 2008 | Halové MS 2008                    | Valencie, Španělsko  | 6.          | 1,95 m |
| 2008 | Letní olympijské hry 2008         | Peking, Čína         | kvalifikace | 1,89 m |
| 2009 | Mistrovství světa v atletice 2009 | Berlín, Německo      | 12.         | 1,87 m |
| 2012 | Letní olympijské hry 2012         | Londýn, Anglie       | kvalifikace | 1,85 m |

### Osobní rekordy
- hala – 196 cm – 2. únor 2001, New York
- venku – 201 cm – 15. srpen 2003, Curych